# 保加爾曆法
保加爾曆法，是保加爾人在公元二世纪時從中亞帶到北高加索與伏爾加河的曆法。
保加爾曆法主要出現在手抄古書不里阿耳王侯表中，與中国农历，突厥曆一樣，它們是十二年一循環與使用十二屬相，但有两屬相在現代無解。